# 加州理工學院
加州理工學院（英語：California Institute of Technology）是一所位於美國加利福尼亚州帕萨迪纳的私立研究型大學，創建於1891年，以自然科学及工程学著称，常被评为世界前十的大学之一。
加州理工學院的規模不大，現有1204名研究生和977名本科生，約有300名教授以及超過600名研究學者。截止2022年10月，加州理工學院的校友、教授及研究人员中，共有46位校友或教授獲得47次諾貝爾獎（包括其他研究人员总人数达79人）、4位獲得菲爾茲獎、6位获得图灵奖，70位校友獲得美國國家科學獎章或國家技術與創新獎章，112位教授獲選為美國國家學院院士。另外，美國國家航空暨太空總署的噴射推進實驗室也是由加州理工學院管理。
英國的《泰晤士高等教育》在2011-2012學年和2012-2013學年的評鑑中，都評加州理工學院為世界第一的大學。加州理工在《美國新聞與世界報道》的全美大學排名中，也常居前十名。而在物理學、行星科學、地球科學領域，加州理工学院被公認為全美领先。

## 历史

### 前身

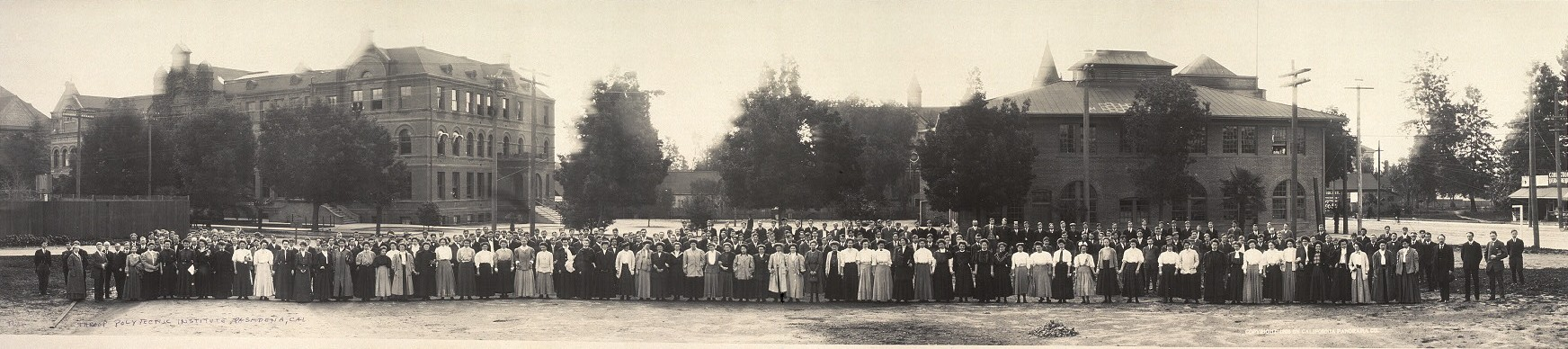
1908年加州帕薩迪納市中心的史路普理工学院

加州理工学院是自1891年由地方商人和政治家阿默斯·G·史路普在帕萨蒂纳创建的一所职业中學发展而来的。
該校在1920年獲得正式校名之前，曾名史路普大学（Throop University）、 史路普理工学院与手工培训学校（Throop Polytechnic Institute and Manual Training School）以及史路普技术学院（Throop College of Technology）。
1907年，學校被解散，成為一所獨立的職業中學。

驱动加州理工从一所艺术和手艺的学校成为世界级科学中心的力量源自天文学家喬治·海爾的先见之明。海爾在于1907年来到帕萨蒂纳后加入了史路普的校董会，作为威尔逊山天文台的首任台长。当时美国的科学研究还处于婴儿期，海爾看到了在帕萨蒂纳创建一个正式的工程和自然科学教育的学院的机会。海爾成功地吸引到私人的土地和资金赞助，使得他能够给学校建立装备良好的现代实验室设施。然后他说服了实验物理学家罗伯特·密立根加入加州理工学院，为将来把学校建设成为科学技术的中心奠定了基础。

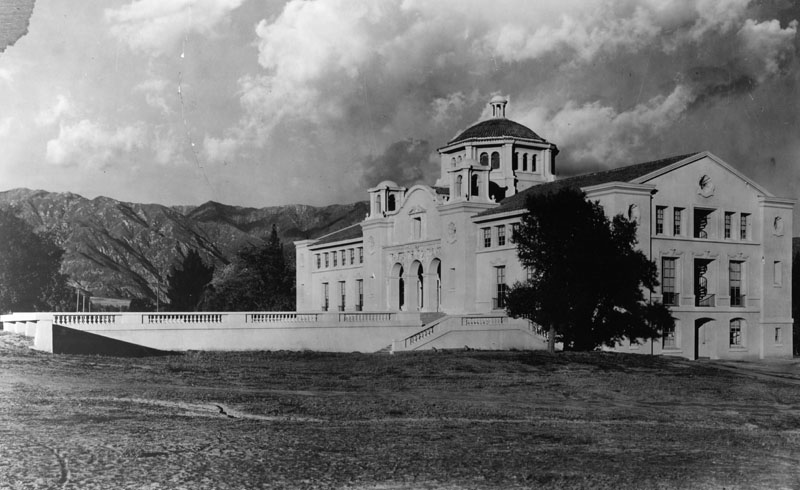
1912年的史路普大厅

1917年，海爾雇了建筑设计师伯特伦·古德西来制作一个22英畝（8.9公頃）的校园的总设计图。古德西构想了校园的整体布置并设计了物理楼、Dabney厅和其他一些建筑，他在其中寻求和当地气候、学校的特色以及海爾的教育哲学的一致性。古德西为加州理工作的设计也受到南加州传统的西班牙使团建筑结构的影响。

在海爾、诺伊斯、和密立根的带领下，并在南加州经济繁荣的促进下，加州理工学院的声誉在1920年代得以迅速提升。1923年，密立根荣获诺贝尔物理学奖。1925年，学校设立地质学系并雇了哈佛大学历史、政治和经济学分部的主席威廉·贝内特·蒙罗来创立加州理工的人文和社会科学系。1928年，生物学系在托马斯·亨特·摩尔根的领导下创立，他是美国最出色的生物学家，并是染色体的发现者之一。1926年，航空术研究生院创立，它最后吸引到了冯·卡门，他后来为喷气推进实验室的创立作出了贡献，并且奠定了加州理工作为火箭科学的前沿中心之一的地位。1928年，帕洛玛天文台开始建造。

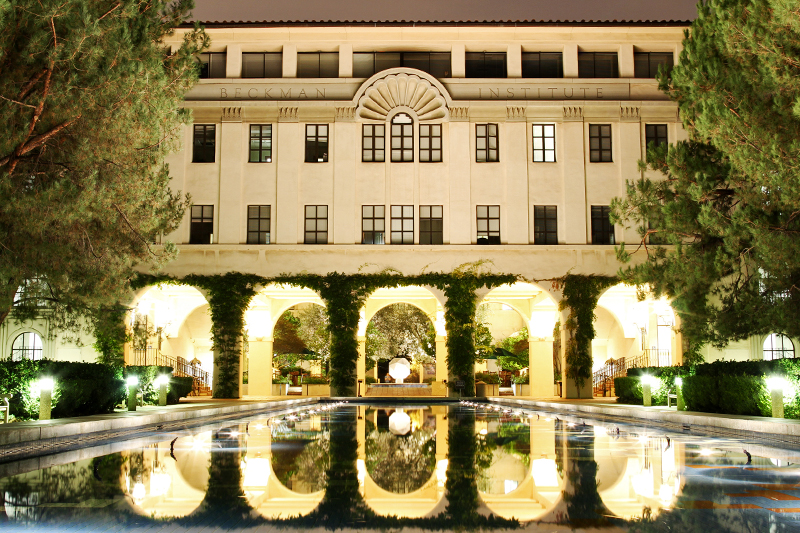
Beckman Institute

在1950至1970年代，加州理工學院以两名很可能称得上当时最伟大的理论粒子物理学家所在的学校而闻名：盖尔曼和费曼。盖尔曼和费曼都因他们的工作荣获诺贝尔奖，该工作对于粒子物理所谓“标准模型”的建立有主要贡献。费曼也在物理圈子外作为一个出色的教师和一个富于反传统色彩的人物而出名。

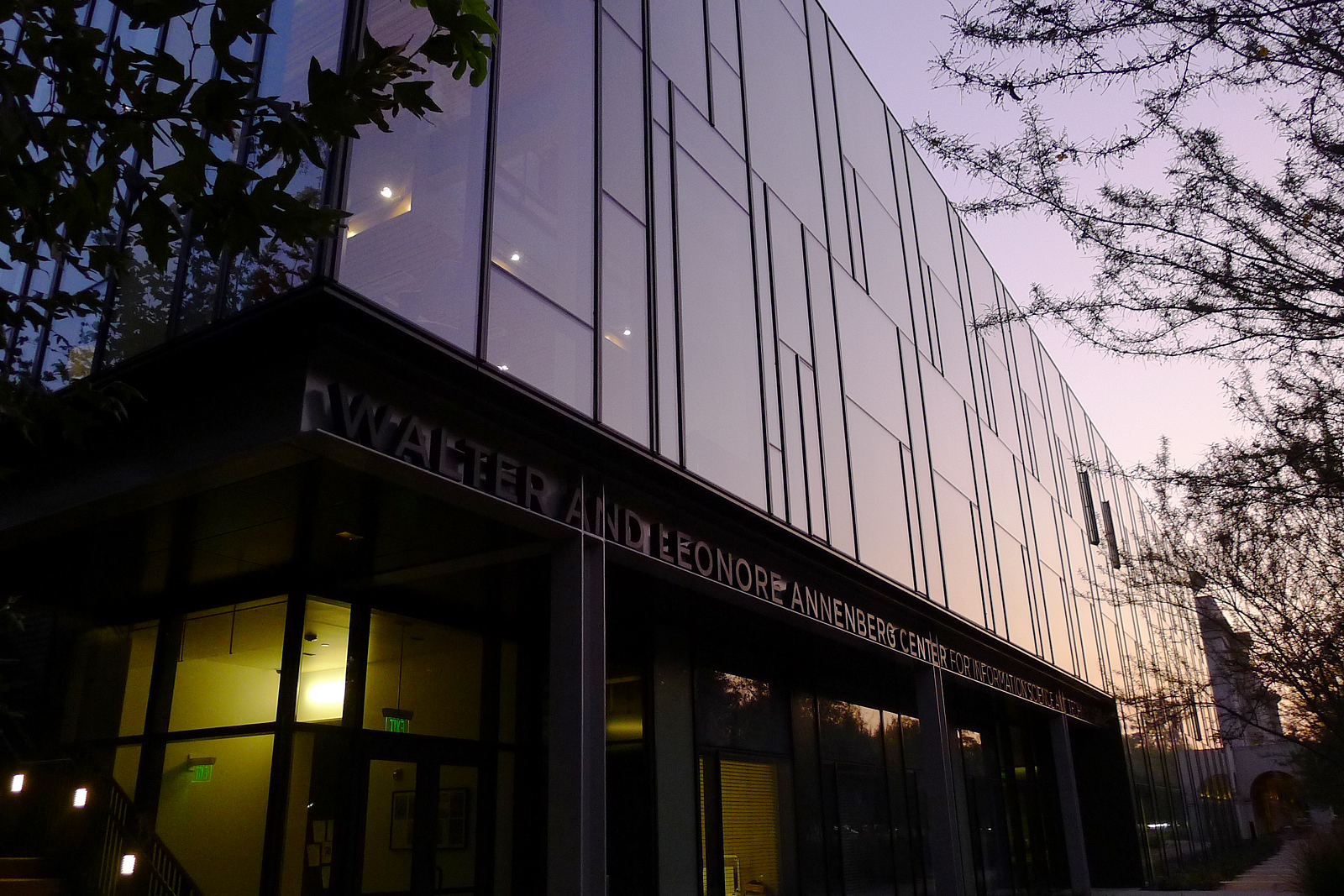
新的資訊科技大樓

在2008年秋，新生有42%是女性，這是加州理工學院自招生以來的一個新紀錄。同年，該校簽訂了一项六年的募捐活動。該活動向一萬六千個捐獻者募集超過14億美元的資金作為支援加州理工學院的研究計畫。

## 學術

### 院系設置
- 生物和生物工程学院
- 化學和化工学院
- 工程和應用科學院
- 地質和行星科學院
- 人文和社會科學院
- 物理、數學和天文學院
- 由以上專業学院合作的跨專業研究项目

### 科研
- 噴射推進實驗室（JPL）
- 凯克望远镜

### 學生
加州理工只有兩千名學生，是一所小型的理工學院。2018/19屆學生中，本科生中女性占45%，研究生中占29%。
|              | 本科生 | 研究生 |
| ------------ | ------ | ------ |
| 美國白人     | 27%    | 32%    |
| 亞裔美國人   | 37%    | 10%    |
| 其他少數民族 | 23%    | 6%     |
| 國際學生     | 8%     | 47%    |
| 混血/未知    | 5%     | 4%     |

## 著名人物
截止2022年10月，加州理工学院的校友、教授及研究人员中，共有79位諾貝爾獎獲得者，包括30位校友、16位並非校友的教授。其中萊納斯·鮑林曾獲得化學和和平獎各一次。
除了諾貝爾獎之外，加州理工也有1位校友（斯坦尼斯拉夫·斯米爾諾夫）獲得菲爾茲獎（數學界的諾貝爾獎），1位同時也是校友的教授（麥克·阿什巴赫）獲得沃爾夫數學獎，7位教授和校友獲得瑞典皇家科學院的克拉福德獎，57位校友獲得美國國家科學獎章，13位校友獲得國家技術與創新獎章。
目前為止，加州理工有112位教授獲選為美國國家學院院士。其他著名學者，包括曾作為博士後的巴巴拉·麥克林托克、詹姆斯·杜威·沃森、謝爾登·格拉肖和現代電腦科學先驅高德纳以及訪問教授的愛因斯坦和威騰等人都和加州理工有關。

## 流行文化
喜劇影片《真正的天才》和電視劇《數字搜查線》大致基於加州理工所發生的一些事件。《生活大爆炸》中的科學家大多數就職於加州理工學院。《摩登家庭》中Phil的二女儿Alex就读于加州理工学院。

## 公共交通
加州理工校园附件的公交车服务主要洛杉矶郡都会运输局（LA Metro）和Pasadena Transit提供。其中，Pasadena Transit的公交车运营范围主要位于帕萨迪纳市内，而LA Metro的公交车会连接帕萨迪纳和洛杉矶都会区的其他城市，如格伦代尔，北好莱坞，阿罕布拉，天普市等地。